# آنتونن آرتو
آنتون ماری ژورف آرتو که به آنتونن آرتو شهره می باشد. (به فرانسوی: Antoine Marie Joseph Artaud) او  نویسنده، شاعر، مقاله‌نویس، بازیگر و کارگردان تئاتر قرن بیستم میلادی اهل فرانسه بود.
همه‌ی نوشته‌های آرتو به‌صورت اول‌شخص و همچون خطابه‌ای است که حاصلِ اختلاطِ آواهایی جادویی و توصیف‌های استدلالی منطقی است.
آرتو نظریه‌پرداز تئاتر شقاوت است او نظریاتش را در این مورد در کتاب تئاتر و همزادش منتشر کرده است.
آرتو به نمایش های شرق گرایش داشت و پیشنهاد میکرد که تئاتر غرب نیاز به وسایل نمادین وآیینی دارد.
آرتو در سینما نیز فعالیت محدودی داشت. از فعالیت‌های شاخص او می‌توان به بازی در فیلم های  ناپلئون، صدف و کشیش، مصائب ژان دارک  و همچنین مشارکت در نگارش فیلمنامه فیلم صدف و کشیش اشاره کرد. تاریخنگاران هنری، صدف و کشیش را به عنوان اولین فیلم سورئالیستی به شمار می آورند. این تنها فیلمنامه آرتو بود که ساخته شد و دیگر فیلمنامه های او مورد توجه قرار نگرفتند.